# 5917 Chibasai
5917 Chibasai este un asteroid din centura principală, descoperit pe 7 iulie 1991, de Eleanor Helin.